# Rhithrogena gaspeensis
Rhithrogena gaspeensis is een haft uit de familie Heptageniidae. De wetenschappelijke naam van de soort is voor het eerst geldig gepubliceerd in 1933 door McDunnough.
De soort komt voor in het Nearctisch gebied.